# Тарлев, Василий Павлович
Васи́лий Па́влович Тарлев (болг. Василе Тарлев; род. 9 октября 1963, Башкалия, Бессарабский район, Молдавская ССР, СССР) — молдавский политический и государственный деятель. Премьер-министр Республики Молдова (2001—2008).
С февраля 2024 года — лидер политической партии «Будущее Молдовы». С 2010 года — президент Национального конгресса промышленников и предпринимателей Молдовы (НКППМ), а с октября 2014 года — председатель Совета Международного конгресса промышленников и предпринимателей (МКПП).
Экс-сопредседатель партии «Возрождение», лидер общественного движения «Друзья России в Молдавии».

## Биография
Василий Тарлев родился 9 октября 1963 года в селе Башкалия Бессарабского района Молдавской ССР в болгарской семье. После окончания средней школы, в 1980 году, работал водителем в совхозе «Победа» в родном селе. С 1981 по 1983 год проходил военную службу в Советской армии. В 1985—1990 годах учился в Кишинёвском политехническом институте им. С. Лазо на технологическом факультете.
После окончания института назначен главным механиком Производственного объединения «Букурия». С 1991 года занимал должность заместителя главного инженера, затем главного инженера АО «Букурия». С сентября по октябрь 1993 года обучался на курсах «Развитие промышленности, торговли и организация рынка сбыта в условиях рыночной экономики» в США. В 1993 году Тарлев был назначен на должность заместителя генерального директора, а в 1995 году — на должность генерального директора «Букурии».
19 апреля 2001 года вотумом доверия парламента Республики Молдова Василий Тарлев был избран на должность премьер-министра. 6 марта 2005 года избран депутатом парламента Республики Молдова. 19 апреля 2005 года на основании вотума доверия парламента во второй раз стал премьер-министром. Подал в отставку 19 марта 2008 года. На следующий день парламент Республики Молдова принял его отставку.
2010 — избран президентом Национального конгресса промышленников и предпринимателей Молдовы (НКППМ).
С октября 2014 года является председателем Совета международного конгресса промышленников и предпринимателей.

## Личная жизнь
Женат, имеет двух детей.

## Политическая деятельность
2008 год — возглавил общественную организацию «Друзья России в Молдавии»
29 сентября 2008 года единогласно избран лидером политической партии Центристский союз Молдовы (ЦСМ).
10 февраля 2009 года Центристский союз Молдовы под руководством Василия Тарлева допущен к выборам в парламент Республики Молдова. По их итогам ЦСМ не преодолел избирательный порог в 6 %, получив 2,75 % голосов избирателей.
После парламентских выборов 5 апреля 2009 года Василий Тарлев вместе с Дмитрием Брагишем, лидером Социал-демократической партии Молдовы (СДП), объявили, что на досрочные парламентские выборы пойдут единым списком, а после выборов создадут единую социал-демократическую партию. По итогам выборов Социал-демократическая партия получила 1,86 % голосов, не преодолев избирательный порог в 5 %. Таким образом, Василий Тарлев депутатом не стал.
19 ноября 2009 года объявил о выходе из Центристского союза Молдовы и уходе из политики.
15 сентября 2012 года был избран сопредседателем партии «Возрождение».
На парламентских выборах 2014 года возглавлял список партии «Возрождение», однако политформирование набрала всего лишь 0,26 %, не преодолев избирательный порог в 6 %. Таким образом, Василий Тарлев депутатом не стал.
Февраль 2024 — возглавил политическую партию «Будущее Молдовы».

## Первое правительство Тарлева
| Должность                                                                  | Имя                      | Партия       | Дата назначения | Дата освобождения |
| -------------------------------------------------------------------------- | ------------------------ | ------------ | --------------- | ----------------- |
| Премьер-министр                                                            | Василий Тарлев           | ПКРМ         | 19 апреля 2001  | 19 апреля 2005    |
| Вице-премьер-министры                                                      |                          |              |                 |                   |
| Первый вице-премьер-министр                                                | Василий Иовв             | Беспартийный | 31 января 2002  | 19 апреля 2005    |
| Вице-премьер-министр                                                       | Валериан Кристя          | ПКРМ         | 19 апреля 2001  | 19 апреля 2005    |
| Вице-премьер-министр, Министр сельского хозяйства и пищевой промышленности | Дмитрий Тодорогло        | Беспартийные | 19 апреля 2001  | 19 апреля 2005    |
| Вице-премьер-министр, Министр экономики                                    | Андрей Куку              | Беспартийные | 19 апреля 2001  | 4 февраля 2002    |
| Вице-премьер-министр, Министр экономики                                    | Штефан Одаджу            | Беспартийные | 16 мая 2002     | 2 июля 2003       |
| Вице-премьер-министр, Министр экономики                                    | Мариан Лупу              | ПКРМ         | 5 августа 2003  | 24 марта 2005     |
| Вице-премьер-министр                                                       | Андрей Стратан           | ПКРМ         | 21 декабря 2004 | 19 апреля 2005    |
| Министры                                                                   |                          |              |                 |                   |
| Министр иностранных дел                                                    | Николай Черномаз         | Беспартийные | 19 апреля 2001  | 27 июля 2001      |
| Министр иностранных дел                                                    | Юрий Лянкэ (и. о.)       | Беспартийные | 27 июля 2001    | 3 сентября 2001   |
| Министр иностранных дел                                                    | Николай Дудэу            | Беспартийные | 3 сентября 2001 | 4 февраля 2004    |
| Министр иностранных дел                                                    | Андрей Стратан           | ПКРМ         | 4 февраля 2004  | 19 апреля 2005    |
| Министр финансов                                                           | Михаил Маноли            | Беспартийный | 19 апреля 2001  | 7 февраля 2002    |
| Министр финансов                                                           | Зинаида Гречаный (и. о.) | ПКРМ         | 8 февраля 2002  | 26 февраля 2002   |
| Министр финансов                                                           | Зинаида Гречаный         | ПКРМ         | 26 февраля 2002 | 19 апреля 2005    |
| Министр промышленности                                                     | Михаил Гарштя            | Беспартийный | 19 апреля 2001  | 19 апреля 2005    |
| Министр энергетики                                                         | Ион Лешану               | Беспартийный | 19 апреля 2001  | 27 июля 2001      |
| Министр энергетики                                                         | Яков Тимчук              | ПКРМ         | 8 августа 2001  | 19 апреля 2005    |
| Министр экологии, строительства и территориального развития                | Георгий Дука             | ДПМ          | 19 апреля 2001  | 5 февраля 2004    |
| Министр экологии и природных ресурсов                                      | Константин Михэйлеску    | Беспартийные | 19 марта 2004   | 19 апреля 2005    |
| Министр транспорта и связи                                                 | Виктор Цопа              | Беспартийные | 19 апреля 2001  | 12 декабря 2001   |
| Министр транспорта и связи                                                 | Анатолий Купцов          | Беспартийные | 12 декабря 2001 | 13 ноября 2002    |
| Министр транспорта и связи                                                 | Василий Згардан          | Беспартийные | 5 декабря 2002  | 19 апреля 2005    |
| Министр труда и социальной защиты                                          | Валериан Ревенко         | Беспартийные | 19 апреля 2001  | 19 апреля 2005    |
| Министр здравоохранения                                                    | Андрей Герман            | Беспартийные | 19 апреля 2001  | 19 апреля 2005    |
| Министр просвещения                                                        | Илья Ванча               | Беспартийные | 19 апреля 2001  | 26 февраля 2002   |
| Министр просвещения                                                        | Георгий Сима             | ФСМ          | 26 февраля 2002 | 2 июля 2003       |
| Министр просвещения                                                        | Валентин Бенюк           | Беспартийные | 5 августа 2003  | 19 апреля 2005    |
| Министр культуры                                                           | Ион Пэкурару             | Беспартийные | 19 апреля 2001  | 23 декабря 2002   |
| Министр культуры                                                           | Вячеслав Мадан           | Беспартийные | 23 декабря 2002 | 19 апреля 2005    |
| Министр внутренних дел                                                     | Василий Дрэгэнел         | Беспартийные | 19 апреля 2001  | 27 февраля 2002   |
| Министр внутренних дел                                                     | Георгий Папук            | ПКРМ         | 27 февраля 2002 | 19 апреля 2005    |
| Министр обороны                                                            | Виктор Гайчук            | ПКРМ         | 19 апреля 2001  | 15 октября 2004   |
| Министр обороны                                                            | Тудор Колеснюк (и. о.)   | Беспартийный | 15 октября 2004 | 29 декабря 2004   |
| Министр обороны                                                            | Валерий Плешка           | НСМ          | 29 декабря 2004 | 19 апреля 2005    |
| Министр юстиции                                                            | Ион Морей                | Беспартийные | 19 апреля 2001  | 12 февраля 2003   |
| Министр юстиции                                                            | Василий Долгиеру         | Беспартийные | 12 февраля 2003 | 8 июля 2004       |
| Министр юстиции                                                            | Виктория Ифтоди          | Беспартийные | 8 июля 2004     | 19 апреля 2005    |
| Министр реинтеграции                                                       | Василий Шова             | ПКРМ         | 12 декабря 2002 | 19 апреля 2005    |
| Члены правительства по должности                                           |                          |              |                 |                   |
| Генеральный примар муниципия Кишинёв                                       | Серафим Урекян           | АНМ          | 19 апреля 2001  | 5 февраля 2002    |
| Башкан Гагаузии                                                            | Дмитрий Кройтор          | Беспартийные | 19 апреля 2001  | 21 июня 2002      |
| Башкан Гагаузии                                                            | Валерий Яниогло (и. о.)  | Беспартийные | 21 июня 2002    | 10 июля 2002      |
| Башкан Гагаузии                                                            | Иван Кристиогло (и. о.)  | Беспартийные | 10 июля 2002    | 29 июля 2002      |
| Башкан Гагаузии                                                            | Георгий Молла (и. о.)    | Беспартийные | 29 июля 2002    | 9 ноября 2002     |
| Башкан Гагаузии                                                            | Георгий Табунщик         | ПКРМ         | 9 ноября 2002   | 19 апреля 2005    |
| Президент академии наук                                                    | Георгий Дука             | ДПМ          | 24 августа 2004 | 19 апреля 2005    |

## Второе правительство Тарлева
| Должность                                                              | Имя                    | Партия       | Дата назначения  | Дата освобождения |
| ---------------------------------------------------------------------- | ---------------------- | ------------ | ---------------- | ----------------- |
| Премьер-министр                                                        | Василий Тарлев         | ПКРМ         | 19 апреля 2005   | 19 марта 2008     |
| Премьер-министр                                                        | Василий Тарлев (и. о.) | ПКРМ         | 19 марта 2008    | 31 марта 2008     |
| Вице-премьер-министры                                                  |                        |              |                  |                   |
| Первый вице-премьер-министр                                            | Зинаида Гречаный       | ПКРМ         | 10 октября 2005  | 31 марта 2008     |
| Вице-премьер-министр                                                   | Валериан Кристя        | ПКРМ         | 19 апреля 2005   | 15 ноября 2006    |
| Вице-премьер-министр                                                   | Виталий Врабье         | ПКРМ         | 15 ноября 2006   | 16 июля 2007      |
| Вице-премьер-министр                                                   | Виктор Степанюк        | ПКРМ         | 16 января 2008   | 31 марта 2008     |
| Вице-премьер-министр, Министр иностранных дел и европейской интеграции | Андрей Стратан         | ПКРМ         | 19 апреля 2005   | 31 марта 2008     |
| Министры                                                               |                        |              |                  |                   |
| Министр экономики и торговли                                           | Валерий Лазэр          | Беспартийный | 19 апреля 2005   | 18 сентября 2006  |
| Министр экономики и торговли                                           | Игорь Додон            | ПКРМ         | 18 сентября 2006 | 31 марта 2008     |
| Министр финансов                                                       | Зинаида Гречаный       | ПКРМ         | 19 апреля 2005   | 10 октября 2005   |
| Министр финансов                                                       | Михаил Поп             | Беспартийные | 12 октября 2005  | 31 марта 2008     |
| Министр промышленности и инфраструктуры                                | Владимир Антосий       | Беспартийные | 19 апреля 2005   | 31 марта 2008     |
| Министр сельского хозяйства и пищевой промышленности                   | Анатолий Городенко     | ПКРМ         | 19 апреля 2005   | 31 марта 2008     |
| Министр транспорта и дорожного хозяйства                               | Мирон Гагауз           | Беспартийный | 19 апреля 2005   | 23 января 2007    |
| Министр транспорта и дорожного хозяйства                               | Василий Урсу           | ПКРМ         | 23 января 2007   | 31 марта 2008     |
| Министр экологии и природных ресурсов                                  | Константин Михэйлеску  | Беспартийный | 19 апреля 2005   | 27 февраля 2008   |
| Министр экологии и природных ресурсов                                  | Виолета Иванова        | ПКРМ         | 27 февраля 2008  | 31 марта 2008     |
| Министр просвещения и молодёжи                                         | Виктор Цвиркун         | Беспартийные | 19 апреля 2005   | 31 марта 2008     |
| Министр здравоохранения и социальной защиты                            | Валериан Ревенко       | Беспартийные | 19 апреля 2005   | 8 ноября 2005     |
| Министр здравоохранения и социальной защиты                            | Ион Абабий             | Беспартийные | 8 ноября 2005    | 31 марта 2008     |
| Министр социальной защиты, семьи и ребёнка                             | Галина Балмош          | ПКРМ         | 22 января 2007   | 31 марта 2008     |
| Министр культуры и туризма                                             | Артур Козма            | ПКРМ         | 19 апреля 2005   | 31 марта 2008     |
| Министр местного публичного управления                                 | Виталий Врабье         | ПКРМ         | 25 мая 2006      | 16 июля 2007      |
| Министр местного публичного управления                                 | Валентин Гузнак        | ПКРМ         | 16 июля 2007     | 31 марта 2008     |
| Министр юстиции                                                        | Виктория Ифтоди        | Беспартийная | 19 апреля 2005   | 20 сентября 2006  |
| Министр юстиции                                                        | Виталий Пырлог         | ПКРМ         | 20 сентября 2006 | 31 марта 2008     |
| Министр внутренних дел                                                 | Георгий Папук          | ПКРМ         | 19 апреля 2005   | 31 марта 2008     |
| Министр информационного развития                                       | Владимир Моложен       | ПКРМ         | 19 апреля 2005   | 31 марта 2008     |
| Министр обороны                                                        | Валерий Плешка         | НСМ          | 19 апреля 2005   | 11 июня 2007      |
| Министр обороны                                                        | Ион Копорчан (и. о.)   | Беспартийный | 11 июня 2007     | 16 июля 2007      |
| Министр обороны                                                        | Виталий Врабье         | ПКРМ         | 16 июля 2007     | 31 марта 2008     |
| Министр реинтеграции                                                   | Василий Шова           | ПКРМ         | 19 апреля 2005   | 31 марта 2008     |
| Члены правительства по должности                                       |                        |              |                  |                   |
| Башкан Гагаузии                                                        | Георгий Табунщик       | ПКРМ         | 19 апреля 2005   | 16 января 2007    |
| Башкан Гагаузии                                                        | Михаил Формузал        | Беспартийный | 16 января 2007   | 31 марта 2008     |
| Президент академии наук                                                | Георгий Дука           | ДПМ          | 19 апреля 2005   | 31 марта 2008     |

## Угроза президента Республики Молдова Владимира Воронина в адрес избирателей Василия Тарлева
«(Башкан (глава) Гагаузии Михаил Формузал, который от меня удирает, как заяц, сказал, что Гагаузия будет голосовать за (экс-премьера Василия) Тарлева. Пожалуйста, поддерживайте Тарлева, но имейте в виду, что все бюллетени в его поддержку пойдут на нуль, они даже в парламент не попадут, они просто улетят в дальние края. И за других, за которых будете голосовать, это выброшенные голоса… Ваши бюллетени пойдут тю-тю, так что думайте. От неправильного голосования многое зависит. Люди добрые, всё, что мы строили восемь лет, можем запросто профукать. Вы передайте вашим друзьям, знакомым и близким, всем — пусть не шутят. А мы будем ещё с вашим руководством разбираться за попытки играть какую-то региональную роль»

## Награды
- 1997 — Орден «Трудовая слава» (20 ноября 1997 года) — за долголетний плодотворный труд в сельском хозяйстве и перерабатывающей промышленности, особые заслуги в повышении эффективности сельскохозяйственного производства и значительный вклад в развитие социально-экономической инфраструктуры[9].
- 2007 — за вклад, внесённый в строительство и ремонт церквей и монастырей, Молдавской митрополией Русской Православной Церкви награждён орденом «Ștefan cel Mare și Sfînt» (орденом святого благоверного господаря Стефана Великого).
- 2008 — Орден Республики (19 марта 2008 года) — в знак признания особых заслуг в социально-экономическом развитии Республики Молдова, значительный вклад в обеспечение конструктивной и плодотворной деятельности Правительства по реализации национальных программ и высокие профессиональные качества[10][11].
- 2016 — Орден Дружбы (4 августа 2016 года, Россия) — за большой вклад в развитие делового, экономического и гуманитарного сотрудничества с Российской Федерацией[12].